# 李相薫
李 相薫（イ・サンフン、이상훈、1933年6月26日 - 2023年9月11日）は、大韓民国の軍人。陸軍大将。第27代国防部長官。
朴正煕クーデター政権の腹心として以後の軍政を下支えした。

## 人物
1933年6月26日、朝鮮忠清北道清州郡（現在の清州市）に生まれる。京畿高等学校、韓国陸軍士官学校（11期）卒業。盧泰愚、全斗煥らと同期であった。
卒業後、大韓民国陸軍大尉に任官。朴正煕将軍の警護将校として任務に就いた。1970年韓米軍団情報参謀、1980年陸軍本部作戦参謀部長、1983年合同参謀本部長、同年8月中将に昇進して連合司令部副司令官。1985年陸軍大将に昇進し予備軍に編入された。
退役後の1988年、盧泰愚政権の第27代国防部長官に就任（-1990年）。1992年には韓国野球委員会総裁を務めていたが、1993年の政府監査院監査で20年前に関与した軍備近代化の調達で不正が指摘され、検察に告発された。1996年、世宗財団理事、2000年から2003年まで在郷軍人会会長を歴任。
2023年9月11日に死去。90歳没。

### 問題視された発言
- 2009年4月、ソウル市内の集会で行った演説で、前年に自殺した盧武鉉を名指しして「盧武鉉前大統領の三族（いとこ、はとこまで）を滅ぼさなければならない」と発言。社会的非難を浴びた。
- 2010年10月、ソウル市内で開かれた「G20首脳会議成功祈願国民大会」で「左派勢力は奉恩寺に本部を置いて北朝鮮と連携している」と主張。翌月、奉恩寺側に名誉毀損罪で告訴された。